# Alchemilla austroaltaica
Alchemilla austroaltaica är en rosväxtart som beskrevs av V.N. Tikhomirov. Alchemilla austroaltaica ingår i släktet daggkåpor, och familjen rosväxter. Inga underarter finns listade i Catalogue of Life.